# Arpad
Arpad (mađarski: Árpád, 845. — 907.) bio je, po navodima djela bizantskog cara Konstantina VII. Porfirogeneta (945. – 959.) O upravljanju carstvom, prvi poglavar konfederacije mađarskih plemena, a vojnim zaposjednućem Panonske nizine, postao je mađarski vojni vođa (đula) (o. 895. - o. 907.). Međutim, tadašnji zapadnoeuropski izvori ga navode kao vrhovnog vjerskog vođu (kende), dok ga Konstantin VII. Porfirogenet u svom djelu oslovljava kao "velikog kneza Mađarske".
Neki mađarski izvori navode da je naslov đule naslijedio od oca Almoša. Ujedno, Arpad se smatra rodonačelnikom kasnije ugarske kraljevske dinastije Arpadovića, koja je vladala Ugarskom do 1301. godine.

## Životopis
Povjesničar Gyula Kristó pretpostavlja da je Arpad rođen oko 845. godine i da mu ime potječe od mađarske riječi za ječam (árpa). Arpad je, pred navalom Pečenega na Mađare, poveo svoj narod u seobu i uveo preko srednjih Karpata, kroz Verecki klanac u Ugarsku kod današnjeg Užgoroda, gdje je sa svojim borbenim postrojbama za kratko vrijeme osvojio čitavu nizinu oko rijeka Tise i Dunava, čime je razdvojio i prekinuo vezu između sjevernih i južnih Slavena te zaustavio prodiranje njemačke vlasti u srednje Podunavlje.
Godine 906./907. srušio je Velikomoravsku kneževinu.

## Vanjske poveznice
|  | Zajednički poslužitelj ima još gradiva o temi Arpad |

- Árpád Hrvatska enciklopedija
- Árpád Proleksis enciklopedija

| Prethodnik: | Arpad (o. 895. - o. 907.) | Nasljednik:                |
| Almoš       | Arpad (o. 895. - o. 907.) | Zoltán (o. 907. - 0. 950.) |